# Otacanthus caparaoensis
Otacanthus caparaoensis là một loài thực vật có hoa trong họ Mã đề. Loài này được Brade mô tả khoa học đầu tiên năm 1943.